# Lobonematidae
Lobonematidae là một họ sứa thuộc bộ Rhizostomeae.
Các chi:
- Lobonema Mayer, 1910
- Lobonemoides Light, 1914